# برفک
برفک یک منطقهٔ مسکونی در افغانستان است که در ولایت بغلان واقع شده‌است.